# Lilinha Fernandes
Lilinha Fernandes, pseudônimo de Maria das Dores Fernandes Ribeiro da Silva (Rio de Janeiro, 24 de agosto de 1891 — 8 de junho de 1981) foi uma escritora brasileira. Lilinha era conhecida como A Rainha das Trovas, começou a escrever nesse estilo a partir dos oito anos. Consagrou-se Rainha da Trova Brasileira no Congresso de Poetas e Cantadores  da Bahia, no ano de 1960.

## Biografia
Maria das Dores Fernandes Ribeiro da Silva  mais conhecida como Lilinha Fernandes, nasceu no Cachambi (Meyer), Rio de Janeiro, em dia 24 de agosto de 1891. Sendo seus pais: José Lourenço Guimarães Fernandes (português) e Francisca Julieta Guimarães Fernandes (brasileira). Ele foi poeta, cantava e compunha; ela foi pianista.
Lilinha Fernandes passou a infância no Meyer, onde fez o curso primário em Escola Pública. Completou seus estudos com o professor Oscar Senachal de Gofredo. Estudou música e piano com sua mãe. Aprendeu a tocar sozinha violão e bandorrino - instrumento de invenção de seu marido - Heitor Ribeiro da Silva. Compôs várias canções, valsas, choros, etc., para piano e bandorrino. Foi afamada a canção de Leonel de Azevedo e J. Cascata, com letra de sua autoria: "Escravo do Amor", gravada pelo cantor Orlando Silva. 
Colaborou regularmente, entre outros, nos seguintes jornais e revistas: "O Malho", "Revista Souza Cruz", "Beira-Mar", "Jornal das Moças", "Vida Capichaba" e "A Gazeta'. 
Manteve sua obra inédita por muitos anos, escrevia desde os oito anos, mas somente em 1952 publicou o primeiro livro "Flores Agrestes", composto de sonetos. No ano a seguir apareceu o volume de trovas "Contas Perdidas" e em 1954 "Appoggiaturas" (sonetilhos).
Faleceu em 08 de junho de 1981. 

## Livros
- Flores Agrestes (1952)
- Contas Perdidas (1953)
- Appoggiaturas (1954)